# Campanas de Jin Hou Shu

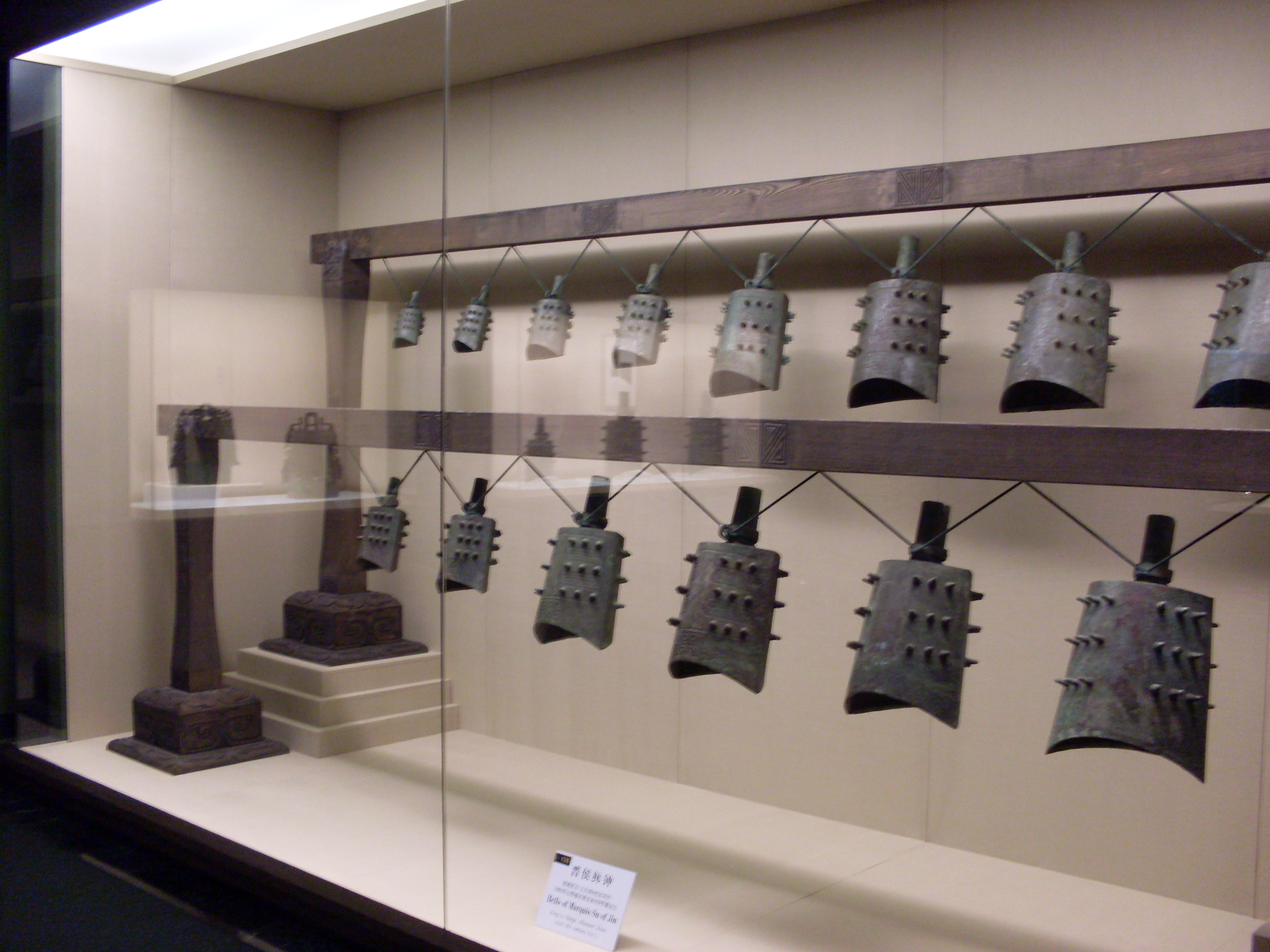
Campanas de Jin Hou Shu

Las campanas de Jin Hou Shu son instrumentos de bronce de la dinastía Zhou Occidental, fundidos a mediados del siglo IX a. C. El año exacto es discutido, siendo el trigésimo tercer año del rey Li de Zhou, el trigésimo tercer año del rey Xuan de Zhou y el decimotercer año del rey Xuan los más citados. Ahora bien, es más probable que esté fechada en el trigésimo tercer año del rey Li. Pertenecen al marqués Xian de Jin, nombre abreviado de Shanxi, y fue excavado en la tumba del marqués de Jin, en el condado de Quwo, provincia de Shanxi. El conjunto consta de 16 piezas, 14 de las cuales fueron robadas y excavadas por ladrones de tumbas y posteriormente adquiridas por el Museo de Shanghái en el mercado de antigüedades de Hong Kong, y se encuentran ahora en el Museo de Shanghái; dos fueron excavadas en excavaciones arqueológicas y se encuentran ahora en el Museo de Shanxi.

## Proceso de descubrimiento
En diciembre de 1992, Ma Chengyuan, conservador del Museo de Shanghái, encontró 14 piezas de este conjunto de campanas en un mercado de antigüedades de Hong Kong y las denominó "Campanas de Jin Hou Shu" por sus inscripciones. A principios de 1993, el Departamento de Arqueología de la Universidad de Pekín y el Instituto de Arqueología de la provincia de Shanxi llevaron a cabo una excavación de rescate de la tumba, y hallaron 10 piezas de vasijas de bronce, entre las que había 2 piezas de campanas también cinceladas, con la misma forma que las 14 piezas de que las campanas Jin Hou Shu, y las inscripciones podían concatenarse, lo que confirmó que las 16 piezas de las campanas procedían originalmente de la misma tumba.

## Forma
El tamaño de las campanas varía, siendo la mayor de 52 cm de altura y la más pequeña de 22 cm, todas ellas campanas de canal.

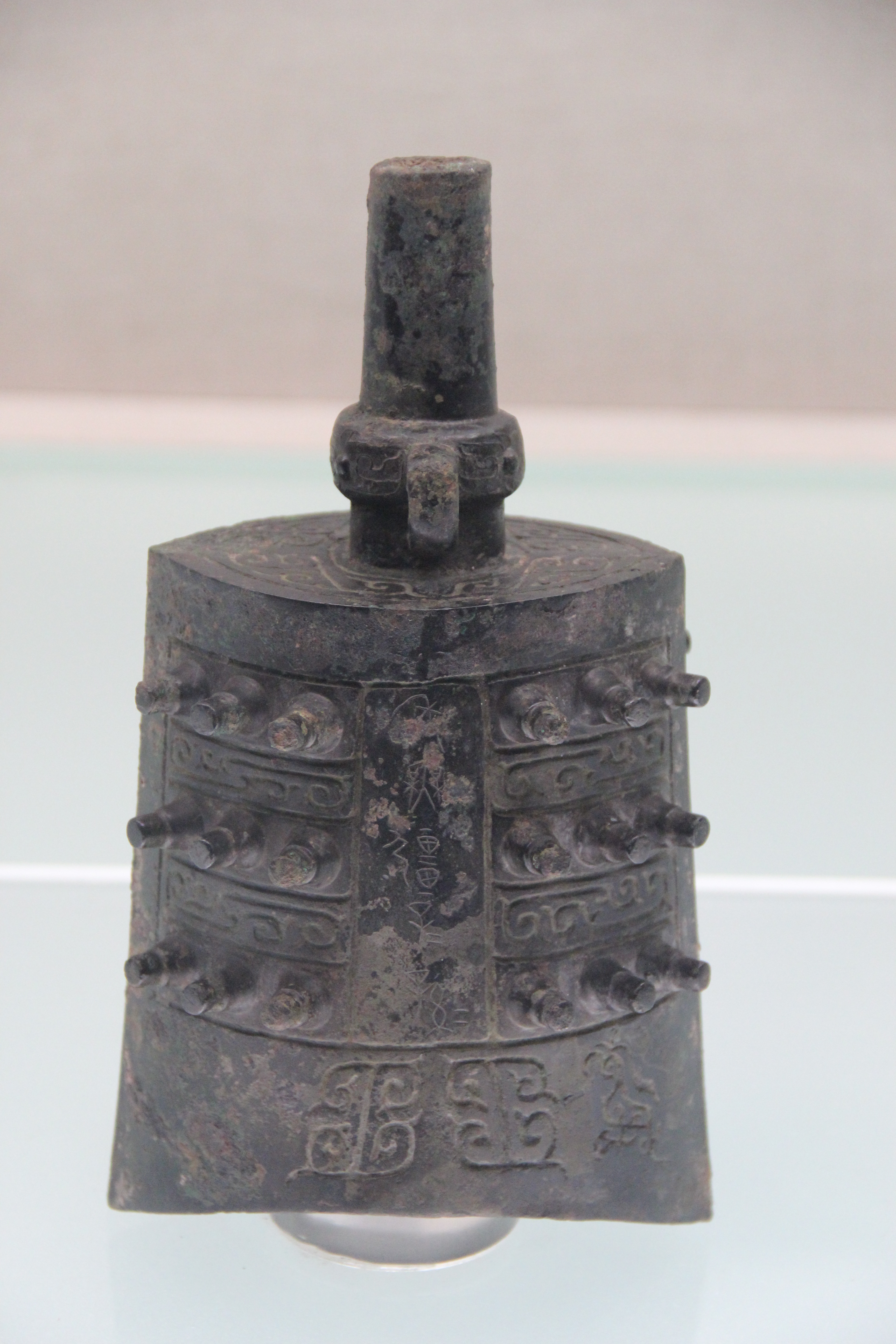
Decimoquinta campanada, inscrita con las palabras: "El año no tiene límites, y los niños tendrán hijos".

## Inscripciones
Las 16 campanas tienen inscripciones, talladas con herramientas afiladas y con marcas visibles de cuchillos, con un total de 355 caracteres. Las inscripciones pueden relacionarse entre sí para ofrecer un relato completo del proceso por el que Jinhou Shu recibió la orden de conquistar Changyi.
La inscripción relata que en el año 33 del reinado del rey Zhou, éste conquistó personalmente los reinos del este y el sur. Al marqués Jesús de Jin se le ordenó conquistar el Chuangyi. El marqués Jesús de Jin condujo al ejército Jin a luchar con valentía. El Rey de Zhou convocó al Marqués de Jin para verle y le dio caballos, vino, arcos y flechas. El rey de Zhou convocó a Jin Hou Shu y le dio caballos, vino, arcos y flechas, y luego hizo este juego de campanas para promover las virtudes del Hijo del Cielo.
La guerra registrada en la inscripción de la campana de Jin Hou Shu no está disponible en los registros históricos, lo que es extremadamente importante para el estudio de la historia de la Dinastía Zhou Occidental y la historia del estado de Jin. Además, la hora y la fecha de la inscripción también son de gran valor para el estudio de la dinastía Zhou Occidental.